# Baydiğin, Aydıncık
Baydiğin là một thị trấn thuộc huyện Aydıncık, tỉnh Yozgat, Thổ Nhĩ Kỳ. Dân số thời điểm năm 2010 là 3.226 người.